# FK Velbazhd Kyoustendil
Maillots
Le Futbolen Klub Velbazhd Kyoustendil (en bulgare : Футболен Клуб Велбъжд Кюстендил), plus couramment abrégé en Velbazhd Kyoustendil, est un club bulgare de football fondé en 1919 et basé dans la ville de Kyoustendil.

## Histoire

### Historique des noms
Le club est fondé en 1919 sous le nom de Velbazhd Kyoustendil. Renommé Motsion Kyoustendil en 1920, il reprend le nom de Borislav Kyoustendil en 1928, Pautalia Kyoustendil  en 1940 et Cherveno Zname Kyoustendil en 1945.  Il fusionne en 1956 avec le Spartak Kyoustendil pour former le Levski Kyoustendil. Le club est ensuite renommé Osogovec Kyoustendil avant de fusionner en 1970 avec le Minyor Kyoustendil et de reprendre son nom initial de Velbazhd Kyoustendil. En 1996, il reprend un temps le nom de Levski Kyoustendil. Le 23 juillet 2001, il assimile le club du Lokomotiv 1936 Plovdiv et en 2002, il  fusionne avec le FK Stafanel Dupnicz pour former le FK Velbazhd 1919 Kyoustendil. Le 16 juillet 2012, le club fusionne avec le FK Buzludzha et reprend le nom de FK Velbazhd Kyoustendil.

### Histoire du club
Il évolue sept saisons en première division bulgare ; sa meilleure performance est une 3e place acquise à la fin des saisons 1998-1999, 1999-2000 et 2000-2001. Le club est aussi finaliste de la Coupe de Bulgarie en 2001.
Au niveau européen, le club participe à la Coupe Intertoto 2000, où après avoir sorti au premier tour les Irlandais de l'University College Dublin AFC, il est éliminé au deuxième tour par le club tchèque du SK Sigma Olomouc.

## Bilan sportif

### Palmarès
| Compétitions nationales                      |
| -------------------------------------------- |
| - Coupe de Bulgarie : - Finaliste : 2000-01. |

### Bilan européen
Note : dans les résultats ci-dessous, le score du club est toujours donné en premier
| Saison | Compétition     | Tour          | Club                      | Domicile | Extérieur | Total  |
| ------ | --------------- | ------------- | ------------------------- | -------- | --------- | ------ |
| 2000   | Coupe Intertoto | Premier tour  | University College Dublin | 0 - 0    | 3 - 3     | 3E - 3 |
| 2000   | Coupe Intertoto | Deuxième tour | Sigma Olomouc             | 2 - 0    | 0 - 8     | 2 - 8  |

Légende
- Victoire ou qualification pour le tour suivant
- Match nul
- Défaite ou élimination de la compétition

## Personnalités du club

### Présidents du club
- Valeri Nenov
- Iliyan Hadzhiyski

### Entraîneurs du club
- Yulian Krastev
- Ivan Marinov